# 32. Marineflakregiment
Het 32. Marineflakregiment was een Duitse militaire eenheid in de Tweede Wereldoorlog. De eenheid werd in oktober 1944 opgericht. Tijdens haar gehele bestaan was het gestationeerd in Trondheim, waar het voornamelijk belast werd met de bescherming van de haven tegen luchtaanvallen. In mei 1945 werd de eenheid opgeheven. 
Het 32. Marineflakregiment was onderdeel van het Seekommandant Drontheim, dat weer onder de Admiral der norwegischen Nordküste viel. 

## Commandanten
- Fregattenkapitän M.A. der Reserve Kurt Trennert (oktober 1944 - mei 1945)

## Samenstelling
- Marineflakabteilung 701
- Marineflakabteilung 702
- Marineflakabteilung 715
- 1. Marinenebelabteilung